# The Suicide Machines
The Suicides Machines est un groupe de ska punk américain, originaire de Détroit, dans le Michigan.
Avant d'avoir signé avec Hollywood Records et Side One Dummy, le groupe a participé à plusieurs compilations indépendantes de ska punk. Le groupe compte actuellement huit albums à son actif. Royce Nunley quitte le groupe pour former son propre groupe Blueprint 76. Le batteur du groupe Derek Grant quitta aussi le groupe et joue pour plusieurs autres groupes tels que Thoughts of Ionesco, The Vandals (en tant que batteur de remplacement), Face to Face (joue de la guitare pour une tournée) et finalement Alkaline Trio.

## Biographie

### Débuts (1991–1995)
The Suicide Machines est formé en 1991 à Détroit, dans le Michigan, sous le nom de Jack Kevorkian and the Suicide Machines. La formation originale du groupe comprend Jason Navarro au chant, Dan Lukacinsky à la guitare, Jason Brake à la basse, et Stefan Rairigh à la batterie. Cette formation ne dure qu'un an lorsque Bill Jennings remplace Rairigh, qui est lui-même remplacé par Derek Grant. 
Ils enregistrent leurs premières démos, The Essential Kevorkian et Green World en 1993 et 1994, publiées à leur propre label Old Skool Records de Sluggo. Ils publient aussi le single Vans Song chez Youth Rendition Records. Brake quitte le groupe en 1994 et est brièvement remplacé par Dave Smith jusqu'à l'arrivée de Royce Nunley à la basse. La formation Navarro, Lukacinsky, Nunley, et Grant durera quatre ans. Ils réduiront alors leur nom pour The Suicide Machines et enregistrent le split Skank for Brains avec The Rudiments.

### Hollywood Records (1996–2001)
En 1995, le groupe signe chez Hollywood Records, une filiale de The Walt Disney Company. L'année 1996 assiste à la sortie de leur premier album, Destruction by Definition. Leur mélange de punk rock et ska attire l'intérêt national. Le single No Face devient un petit succès, et le groupe tourne en soutien à l'album à travers les États-Unis. Ils publient une suite en 1998, intitulée Battle Hymns.
Après la sortie de Battle Hymns, Grant quitte le groupe. Il jouera avec plusieurs groupes comme Thoughts of Ionesco, The Vandals, Face to Face, et Telegraph avant de trouver sa place au sein d'Alkaline Trio. Il est remplacé par Erin Pitman avant l'arrivée permanente de Ryan Vandeberghe. En 2000, la formation enregistre alors The Suicide Machines, un album plus axé pop rock aux influences ska. En 2001 sort Steal this Record, qui continue dans la lignée pop punk.

### Nouvelles activités et pause (2002–2005)
Après leur tournée en soutien à Steal this Record, le bassiste Nunley quitte The Suicide Machines pour former son propre groupe, Blueprint 76, et est remplacé par Rich Tschirhart. Le groupe met aussi un terme à son contrat avec Hollywood Records, remplissant ses obligations contractuelles en publiant la compilation The Least Worst of the Suicide Machines. Ils vont ensuite au label indépendant Side One Dummy Records. Sort leur nouvel album A Match and Some Gasoline, en 2003. 
En 2005, le groupe publie l'album War Profiteering is Killing Us All, qui continue sur ses thèmes en attaquant ouvertement le gouvernement Bush, les suites de la guerre en Irak, et le républicanisme conservateur. Navarro lance aussi son propre label, Noise Riot Records, et y publie On the Eve of Destruction: 1991-1995, une compilation des premiers EP, singles, et démos du groupe.

### Retours (depuis 2009)
À la fin 2009, The Suicide Machines, aux côtés du batteur de Hellmouth, Justin Malek à la place de Lukacinsky à la guitare, se réunit pour un concert de charité à Détroit.
Le 24 juillet 2010, The Suicide Machines joue au St. Andrews Hall à Détroit. En octobre, The Suicide Machines joue à The Fest 9. The Suicide Machines revient à Rochester, New York. Le 19 mai, ils jouent au Pouzza Fest 2012, entre le 18 et le 20 mai à Montréal, au Québec, Canada. Entre 2012, 2013, et 2014, le groupe joue sporadiquement aux États-Unis. Le 16 août 2014, The Suicide Machines joue en tête d'affiche avec Lower Class Brats, Suburban Legends et Morning Glory au Summergrind 2014 de Denver, dans le Colorado.
Le 18 mai 2017, The Suicide Machines est annoncé au New Generation of Ska Festival de Séoul, en Corée du Sud, le 19 août.

## Membres

### Membres actuels
- Jason « Jay » Navarro – chant (1991–2006, depuis 2009)
- Ryan Vandeberghe – batterie (1998–2006, depuis 2009)
- Rich Tschirhart – basse, chœurs (2002–2006, depuis 2009)
- Justin Malek – guitare (depuis 2009)

### Anciens membres
- Stefan Rairigh – batterie (1991–1992)
- Jason « Jay » Brake – basse (1991–1994)
- Dan Lukacinsky – guitare, chœurs (1991–2006)
- Bill Jennings – batterie (1992)
- Derek Grant – batterie (1992–1998, 2015)
- Dave Smith – basse (1994)
- Royce Nunley – basse (1994–2002)
- Erin Pitman – batterie (1998)
- Danny Lore – basse (2006)